# Juki Sakaiová
Juki Sakaiová (japonsky 坂井 優紀, * 10. ledna 1989 Čiba) je japonská fotbalistka.

## Reprezentační kariéra
Za japonskou reprezentaci v roce 2011 odehrála 1 reprezentační utkání.

## Statistiky
| Japonsko | Japonsko | Japonsko |
| Roky     | Záp.     | Góly     |
| -------- | -------- | -------- |
| 2011     | 1        | 0        |
| Celkem   | 1        | 0        |